# گلالی اسماعیل
گلالی اسماعیل (انگلیسی: Gulalai Ismail؛ زادهٔ ۱۹۸۶ (۳۸–۳۹ سال)) فعال حقوق بشر پشتون پاکستان است. او رئیس سازمان دختران آگاه است که شبکه بذرهای صلح هستند. او در زمینه ترویج صلح در پاکستان و توانمندسازی زنان در کنفرانس‌ها در سطح بین‌المللی صحبت می‌کند و دریافت‌کننده جایزه صلح بین‌المللی سال اتحادیه جهانی و جایزه صلح شیراک است.

## زندگی‌نامه
اسماعیل در صوابی، پاکستان و از سن نه‌سالگی در پیشاور، پاکستان به دنیا آمد. گلالی دختر محمد اسماعیل معلم و فعال حقوق بشر است، از سنین جوانی در مورد تبعیض جنسیتی و حقوق زنان به مطالعه پرداخت. اسماعیل از دانشگاه قائد اعظم در اسلام‌آباد در سال ۲۰۱۲ با مدرک کارشناسی در رشته زیست‌فناوری فارغ‌التحصیل شد. او در سن ۱۶ سالگی سازمان مردم‌نهاد دختران آگاه را با خواهرش صبا اسماعیل تأسیس کردند و هدف آن‌ها مبارزه با فرهنگ خشونت و ستم زنان در مناطق روستایی خیبر پختونخوا در شمال غرب پاکستان است. گلالی اسماعیل عضو نهضت حفاظت از پشتون‌ها در پاکستان ضد ازدواج‌های اجباری دختران، قتل‌های بدون محاکمه و تبعیض علیه پشتون‌هااست. او در مصاحبه‌ای در سال ۲۰۱۱ گفت: قصد دارد فعالان صلح را گرد هم جمع کند تا در مورد راه‌های ترویج مقاومت صلح‌آمیز در برابر طالبان بحث کند و زنان بیشتری را به سیاست و همچنین بررسی تأثیر روانی تروریسم بر کودکان و خانواده‌ها تشویق کند. ملاله یوسف‌زی از شرکت کنندگان در جنبش آگاهی دختران در سال ۲۰۱۱ بود. او از اداره کل امنیت و مقابله با تروریسم و مقابله با تروریسم دولت بریتانیا انتقاد کرد و می‌گوید می‌تواند ازخود بیگانگی مسلمانان را آسیب‌پذیر کرده و به افراط گرایی حمله کند. اسماعیل همچنین علیه حکم توهین به مقدسات در پاکستان سخن گفته و آن را در سخنرانی‌های مترقی و غیرمذهبی خود مطرح و از فعالان سکولار حمایت کرده‌است. او گفت: «من متقاعد شده‌ام که بدون دموکراسی سکولار، ما در پاکستان به صلح نخواهیم رسید.»اسماعیل علاوه بر آگاه‌کردن دختران که به این کار ادامه می‌دهد، شبکه بذر صلح در سال ۲۰۱۰ را راه‌اندازی کرد و جوانان را در زمینه حقوق بشر به گرفتن رهبری سیاسی تشویق نمود و مشارکت زنان در سیاست در پاکستان را ترغیب کرده و تعامل بین ادیان مختلف به وجود آورد. بذر صلح واکنشی بود که اسماعیل آن را برای گسترش نهضت مردان و زنان در برابر ستیزه‌جویان در ناحیه صوابی، پاکستان و سایر نواحی روستایی به وجود آورد. طبق گفته کنگره (انسان‌گرایی جهانی)، نقش کار او به ترویج صلح و کثرت‌گرایی کمک خواهد کرد. اسماعیل در بین سال‌های ۲۰۰۹ تا ۲۰۱۱ ریاست کمیته اجرایی سازمان بین‌المللی جوانان اومانیست و اصول اخلاقی را بر عهده داشت و بین سال‌های ۲۰۱۰ تا ۲۰۱۲ عضو هییت مدیره شبکه جهانی باروری حقوق بود. او همچنین عضو گروه کار جنسیتی شبکه سازمان ملل متحد و شبکه جوانان سازندگان صلح و عضو شبکه دموکراسی آسیا است. سازمان اسماعیل حوزه کار خود را گسترش داده‌است تا به موضوعات آموزشی‌ای مانند امنیت سقط جنین، ایدز اچ‌آی‌وی و ایدز دسترسی یابد، او همچنان در کنفرانس‌های بین‌المللی برای ترویج آگاهی و ایجاد صلح، تحمل و حقوق زنان سخن می‌گوید. هم گلالی و هم خواهرش صبا نیز به عنوان مشاور صلح و حقوق زنان سازمان ملل متحد و دپارتمان‌های دولتی ایالات‌متحده کار کرده‌اند. او به خاطر فعالیت‌هایش تهدید شده و برای همین مجبور شده از خانه‌اش بگریزد. در ۱۶ مه ۲۰۱۴، چهار مرد مسلح کوشیدند تا وارد خانه اسماعیل شده به او شلیک کنند اما اسماعیل به خاطر گم شدن چمدانش در فرودگاه درآمدن به خانه تأخیر داشت. او در مصاحبه با بی‌بی‌سی گفت که در سال ۲۰۱۳ خط ارائه خدمات به بازماندگان خشونت مبتنی بر جنسیت، و قربانیان خشونت جنسیتی را راه‌اندازی کرد. این خدمات در زمینه کمک‌های قانونی و پزشکی و همچنین اطلاعات اورژانس و مشاوره عاطفی و روانی در استان پیشاور ارائه می‌شود. در نوامبر ۲۰۱۷، حمزه خان، رئیس پارلمان جوانان، عکس اسماعیل را در رسانه‌های اجتماعی منعکس کرد و در ویدیو اسماعیل را متهم به توهین به مقدسات کرد، اتهامی که در پاکستان مجازات اعدام به همراه داشت و از پیروانش خواست تا او را به عنوان یک کافر بکشند. در فوریه سال ۲۰۱۸، اسماعیل مرعوب نشد و پرونده‌ای قانونی علیه حمزه خان تشکیل داد و حمزه بدون وثیقه بازداشت شد. اسماعیل در یک بیانیه گفت: «من نه برای خود بلکه این اقدام قانونی را از این جهت می‌کنم تا صدایم را به بقیه مردم برسانم… که به غلط من را متهم به توهین به مقدسات کرده‌اند. من سکوت نخواهم کرد. من از ین بزدلان هراسی ندارم. من علیه آنها می‌جنگم تا اثبات کنم که اشتباه می‌کنند». اسماعیل در اوت ۲۰۱۸ در سوابی به دلیل «ایراد اظهارات ضد دولتی و استفاده از زبان فتنه‌انگیز» دستگیر شد. به دنبال آن جنبش اعتراضی پشتون‌ها علیه نقض حقوق بشر توسط ارتش پاکستان به فعالیت پرداخت، اسماعیل به همراه ۱۸ نفر دیگر متهم شدند اما همه این اتهامات را رد کردند.
در اکتبر ۲۰۱۸، اسماعیل در فرودگاه اسلام‌آباد توسط مقامات بازداشت شد و گذرنامه او پس از بازگشت از کنفرانس انسان‌گرایی در بریتانیا گرفته شد. پس از بازداشت، او به قید وثیقه آزاد گردید و مقامات در فرودگاه بین‌المللی اسلام‌آباد تأیید کردند که نام اسماعیل در فهرست ممنوعیت خروج قرار دارد. پس از آن نماینده قانونی گلالی اسماعیل از دادگاه عالی اسلام‌آباد درخواست کرد تا اسماعیل گذرنامه خود را پس بگیرد و از حق سفر برخوردار باشد زیرا این نقض حقوق اساسی بشر است. در طول بازداشت مشخص شد که آژانس اطلاعاتی پاکستان و سازمان اطلاعات نظامی پاکستان، به اداره تحقیقات فدرال دستور داده بود تا نام اسماعیل را در فهرست خروج ممنوع بگذارند.

## جوایز
- اسماعیل برنده شبکه عمل یاران جوان ۲۰۰۹ شد.
- او در سال ۲۰۱۳جایزه دموکراسی را از بنیاد ملی برای دموکراسی دریافت کرد و به عنوان یکی از ۱۰۰پیشگام جهانی در سال ۲۰۱۳توسط مجله سیاست خارجی به رسمیت شناخته شد.
- در اوت ۲۰۱۴، گلالی جوایز بین‌المللی انسان گرایان سال را از اتحادیه بین‌المللی انسانی و اخلاقی در کنگره جهانی انسانی در آکسفورد انگلستان دریافت کرد. اسماعیل در سال ۲۰۱۷به عنوان هیئت مدیره IHEU انتخاب شد. او مدال طلای جوایز جوانان در سال ۲۰۱۵را به دست آورد.
- در سال ۲۰۱۶، سازمان او، دختران آگاه، جایزه صلح فدراسیون شیراک را برای کمک به پیشگیری از درگیری در پاکستان دریافت کرد.
- در سال ۲۰۱۷، اسماعیل برنده مشترک با روزنامه‌نگار مقتول و فعال گاوری لانکش (Gauri Lankesh) از جایزه آنا پولیتکوفسکایا (Anna Politkovskaya Award) را به دست آورد. همچنین جایزه همه زنان در جنگ (RAW in WAR) را به خاطر مبارزه با افراط گرایی مذهبی دریافت کرد